# Liriomyza debilis
Liriomyza debilis är en tvåvingeart som beskrevs av Mitsuhiro Sasakawa 1956. Liriomyza debilis ingår i släktet Liriomyza och familjen minerarflugor. Inga underarter finns listade i Catalogue of Life.